# Tinka Offereins
Tinka Eline Offereins (Amstelveen, 5 de octubre de 1993) es una deportista neerlandesa que compite en remo.
Participó en los Juegos Olímpicos de París 2024, obteniendo una medalla de oro en la prueba de cuatro sin timonel.
Ganó tres medallas en el Campeonato Mundial de Remo, en los años 2022 y 2023, y seis medallas en el Campeonato Europeo de Remo entre los años 2020 y 2025.

## Palmarés internacional
| Juegos Olímpicos   | Juegos Olímpicos         | Juegos Olímpicos  | Juegos Olímpicos   |
| Año                | Lugar                    | Medalla           | Prueba             |
| ------------------ | ------------------------ | ----------------- | ------------------ |
| 2024               | París (Francia)          | Medalla de oro    | Cuatro sin timonel |
| Campeonato Mundial |                          |                   |                    |
| Año                | Lugar                    | Medalla           | Prueba             |
| 2022               | Račice (República Checa) | Medalla de plata  | Cuatro sin timonel |
| 2022               | Račice (República Checa) | Medalla de plata  | Ocho con timonel   |
| 2023               | Belgrado (Serbia)        | Medalla de oro    | Cuatro sin timonel |
| Campeonato Europeo |                          |                   |                    |
| Año                | Lugar                    | Medalla           | Prueba             |
| 2020               | Poznań (Polonia)         | Medalla de bronce | Ocho con timonel   |
| 2021               | Varese (Italia)          | Medalla de plata  | Ocho con timonel   |
| 2022               | Múnich (Alemania)        | Medalla de bronce | Ocho con timonel   |
| 2023               | Bled (Eslovenia)         | Medalla de bronce | Cuatro sin timonel |
| 2025               | Plovdiv (Bulgaria)       | Medalla de oro    | Cuatro sin timonel |
| 2025               | Plovdiv (Bulgaria)       | Medalla de plata  | Ocho con timonel   |